# 慈懿皇后
慈懿皇后（1144年—1200年7月23日），李姓，字鳳娘 ，本籍安陽（今河南安陽），父親是李道，官慶遠軍節度使。她是宋光宗皇后、趙挺、宋寧宗趙擴、齊安公主生母，同時是文安公主、和政公主的繼母。

## 生平

### 生于軍營
李氏生於宋高宗年間，為李道次女，傳說當年李道夫人產下次女前，軍營前飛來了一群黑鳳，徘徊不去，於是李道便為出生不久的女兒取名為李鳳娘。李鳳娘姿色豔麗，面相大贵，李鳳娘十七歲時，曾有道士皇甫坦來看她的面相，皇甫坦驚訝地說：「此女面相大貴，當母儀天下。」而不敢受拜，後來她的美貌為宋高宗所知，高宗即命其過繼的皇孫趙惇聘李鳳娘為妃。隆興二年（1164年）四月，聘为恭王妃，封榮國夫人。闰十一月，封定國夫人。乾道元年（1165年）六月，生长子趙挺，但不久早夭。四年（1168年）十月，生次子趙擴。據說，李鳳娘在懷孕前，曾梦见一个大太阳墜落到庭院里，便用手承接它，李鳳娘从而怀孕有娠，在趙擴出生当天夜晚，祥光绕室。七年（1171年）二月，恭王被册立為皇太子。三月，立為皇太子妃。李鳳娘被描述為工於心計、刁蠻善妒，在做恭王妃期间，尚能安分守己。直到恭王趙惇被立为太子后，李鳳娘开始顯露出她骄横蛮悍的個性。她不断在高宗、孝宗、太子趙惇（光宗）三宫之间搬弄是非，高宗后悔不已，在与吴皇后的谈话中，他认为自己受了皇甫坦的蒙骗而撮合了这门亲事。

### 绝世妒
淳熙十六年（1189年）二月，册立为皇后。成为皇后之后，李凤娘越发越肆无忌惮，飞扬跋扈，仗恃光宗生性懦弱，又疏于朝政，正中李皇后下怀，于是皇权渐被其控制。一次光宗见给他端水的宫女，双手生得白嫩，随口说了一声：“好！”这件事引起了李凤娘嫉恨。次日李后给光宗送来了一盒点心，揭开盖子一看，里面装的就是那位宫女的两只手，使光宗极其惊恐。当时光宗后宫除李皇后外，还有黄贵妃、张贵妃、符婕妤等妃嫔。黄贵妃本是孝宗成肃皇后谢氏侍女，光宗初为太子时，孝宗因见他缺少姬妾服侍而把黄氏赐给他。黄氏姿色美丽，温婉贤慧，光宗对黄氏宠爱有加，即位后便立为贵妃；结果李凤娘藉光宗离宫祭祀之时派人将其杀害，当时黄贵妃有身孕。光宗听到黄贵妃暴亡后，惊骇伤心，哭泣无节，后来李凤娘和光宗祭祀黄贵妃时，雨电噼啪，光宗因此得病。而张贵妃、符婕妤两人，也因李皇后嫉妒而被下令改嫁平民。他的父亲宋孝宗听说后便送来了药丸，但李后却造谣说那是毒药，挑拨离间光宗与孝宗父子关系。由於她太善妒，跟西晉皇后賈南風有得比，後人甚至稱她為「宋代賈南風」。

### 飞扬跋扈
唆使光宗封赏李氏外戚、建李氏家庙。李凤娘封娘家三代为王，侄儿孝友、孝纯官拜节度使，一次归谒家庙就推恩亲属二十六人，一百七十二人授为使臣，下至李家门客，都奏补得官。李氏外戚恩荫之滥，是南宋建立以来所没有的，李凤娘属该朝少数权欲熏心的后宫女人，只因当时儒学价值和道德思想深入人心，她的行为才被控制在一定范围之内，未能酿成大患。一次，成肃皇后谢氏好言规劝她注意礼仪，李凤娘反驳道：“我是官家的结发妻！这样没什么不可以！”由于谢氏是由嫔妃册为中宫，在场的宋孝宗闻此十分反感。宋孝宗也屡屡训斥她：“你应该学太上皇后的后妃之德，若再插手太子事务，朕可要废掉你！”然而孝宗的劝告也没有起到震慑作用。一次宴会上，李氏当面向孝宗提出立嘉王为储，孝宗沉吟不决，李凤娘责问：“我是你赵家明媒正娶，正式聘来的，嘉王是我亲生，为什么不能立为太子？”孝宗见李凤娘说话刁蛮无礼，大怒离去。李凤娘回宫后，向光宗哭诉：“太上皇不肯立扩儿为太子，且还想废了你！”光宗至此和孝宗失和，接下来也不去重华宫向父母請安。

### 孤身病逝
當太上皇孝宗臨病死前，欲見光宗與李皇后最後一面，懦弱的光宗得不到李皇后的同意，不去探望临死的父親，許多大臣上書要求光宗去看望孝宗，但光宗也不予理睬，至孝宗大殮之日，兩人也同樣不理不聞，中书舍人陈傅良出班拉住光宗衣襟，李鳳娘杏眼圓睜，大聲呵斥道：“这里是什么去处！你们这些秀才要被砍头吗？”陈傅良只得大哭而出。大臣趙汝愚、趙彥逾、韓侂冑、葉適、徐誼、郭杲等不滿，在太皇太后的同意之下，在大殮同日逼光宗讓位給其子嘉王趙擴，光宗與李鳳娘則成為太上皇和太上皇后，史稱绍熙内禅。
光宗退位後，憤恨憂鬱，病情加重，与他一同失势的李鳳娘一反常态，常以杯中物来宽解光宗心中的鬱结，李鳳娘还反复叮嘱内侍、宫女，不在光宗面前提起“上皇”和“内禅”等字眼。慶元二年（1196年）十月，上尊号曰寿仁太上皇后。六年（1200年）有卜卦之人指李鳳娘會有災厄，於是李鳳娘穿上道袍，在大内僻靜之處辟了一間精室，獨自居住，虔心禮佛；同年，李氏在精室中染病，卻沒人关心照顧。六月，崩于慈仪殿，年五十六。八月，谥号慈懿（视民如子曰慈 温柔圣善曰懿）。李鳳娘死后，宫人到中宫为其取礼服，管理钥匙的人拒不开中宫殿门，结果礼服没有取到，宫人们只得用席子包裹尸体，抬回中宫治丧，但半路上一度因故丢下尸体散去，結果尸体在骄阳的曝晒下发出阵阵刺鼻恶臭。治丧时，宫人们只得置鲍鱼，燃起数十饼莲香，掩盖难闻的气味。

## 延伸阅读
[在维基数据编辑]
 《宋史·卷243》，出自脱脱《宋史》
 在维基共享资源阅览影像